# Colonjas (Viena)
Coulonges és un municipi francès situat al departament de la Viena i a la regió de la Nova Aquitània. L'any 2007 tenia 259 habitants.

## Demografia

### Població
El 2007 la població de fet de Coulonges era de 259 persones. Hi havia 120 famílies de les quals 44 eren unipersonals (24 homes vivint sols i 20 dones vivint soles), 48 parelles sense fills, 20 parelles amb fills i 8 famílies monoparentals amb fills.
La població ha evolucionat segons el següent gràfic:
Habitants censats

### Habitatges
El 2007 hi havia 239 habitatges, 127 eren l'habitatge principal de la família, 97 eren segones residències i 15 estaven desocupats. 238 eren cases i 1 era un apartament. Dels 127 habitatges principals, 112 estaven ocupats pels seus propietaris, 12 estaven llogats i ocupats pels llogaters i 3 estaven cedits a títol gratuït; 1 tenia una cambra, 5 en tenien dues, 31 en tenien tres, 36 en tenien quatre i 55 en tenien cinc o més. 114 habitatges disposaven pel capbaix d'una plaça de pàrquing. A 59 habitatges hi havia un automòbil i a 53 n'hi havia dos o més.

### Piràmide de població
La piràmide de població per edats i sexe el 2009 era:
| Homes | Edats   | Dones |
| ----- | ------- | ----- |
| 0     | 95 o +  | 0     |
| 0     | 90 a 94 | 0     |
| 8     | 85 a 89 | 0     |
| 4     | 80 a 84 | 4     |
| 16    | 75 a 79 | 16    |
| 8     | 70 a 74 | 16    |
| 12    | 65 a 69 | 8     |
| 4     | 60 a 64 | 12    |
| 12    | 55 a 59 | 4     |
| 4     | 50 a 54 | 20    |
| 8     | 45 a 49 | 8     |
| 4     | 40 a 44 | 4     |
| 8     | 35 a 39 | 4     |
| 8     | 30 a 34 | 4     |
| 12    | 25 a 29 | 8     |
| 8     | 20 a 24 | 0     |
| 4     | 15 a 19 | 4     |
| 0     | 10 a 14 | 0     |
| 8     | 5 a 9   | 0     |
| 0     | 0 a 4   | 0     |

## Economia
El 2007 la població en edat de treballar era de 146 persones, 83 eren actives i 63 eren inactives. De les 83 persones actives 74 estaven ocupades (44 homes i 30 dones) i 9 estaven aturades (4 homes i 5 dones). De les 63 persones inactives 35 estaven jubilades, 4 estaven estudiant i 24 estaven classificades com a «altres inactius».

### Ingressos
El 2009 a Coulonges hi havia 124 unitats fiscals que integraven 258 persones, la mediana anual d'ingressos fiscals per persona era de 13.178,5 €.

### Activitats econòmiques
Dels 12 establiments que hi havia el 2007, 1 era d'una empresa de fabricació d'altres productes industrials, 5 d'empreses de construcció, 3 d'empreses de comerç i reparació d'automòbils, 1 d'una empresa d'hostatgeria i restauració i 2 d'empreses de serveis.
Dels 6 establiments de servei als particulars que hi havia el 2009, 3 eren paletes, 1 guixaire pintor, 1 fusteria i 1 restaurant.
L'any 2000 a Coulonges hi havia 21 explotacions agrícoles que ocupaven un total de 1.728 hectàrees.

## Poblacions més properes
El següent diagrama mostra les poblacions més properes.